# Atelier Fontana - Le sorelle della moda
Atelier Fontana - Le sorelle della moda è una miniserie televisiva italiana diretta da Riccardo Milani e prodotta da Rai Fiction e Lux Vide, e trasmessa in prima visione su Rai 1 in due serate, il 27 ed il 28 febbraio 2011. Le tre protagoniste della fiction sono Alessandra Mastronardi, Anna Valle e Federica De Cola.
La serie è basata sulla vita delle Sorelle Fontana, le tre sarte della provincia di Parma che divennero celebri quando nel 1949 confezionarono l'abito nuziale con cui Linda Christian sposò Tyrone Power, ed in seguito divennero fra le stiliste più richieste dalle dive di Hollywood.

## Trama
Anno 1938/1939. Zoe, Micol e Giovanna Fontana sono tre giovani sorelle che, dopo un'infanzia serena, lavorano tutte insieme nella sartoria che la loro madre conduce all'interno della propria abitazione di Traversetolo, piccolo centro della provincia di Parma.
Micol sente il suo estro un po' limitato a causa delle idee tradizionaliste della madre riguardo all'abbigliamento, rivolte soprattutto al fatto che la clientela è costituita perlopiù da donne di campagna e signore della piccola borghesia di provincia.
Altra fonte di attrito con Amabile, la madre, è la palese parzialità della donna nei confronti della figlia maggiore Zoe, più pacata e tradizionale, e la sua - per quanto senza cattiveria - ostilità verso le idee progressiste di Micol, che cerca di portare innovazione in sartoria - come quando modifica un abito da sera di una facoltosa cliente con una profonda scollatura nella schiena, malgrado poi l'abito venga assai apprezzato dalla signora - e sogna di aprire un atelier tutto suo in una grande città, magari a Parigi.
Nel frattempo Zoe sposa Mario, un ragazzo modesto ma serissimo, e Micol invece si innamora di Enrico Landi, figlio di una famiglia molto facoltosa, ma noto come scansafatiche e seduttore di donne e perciò malvisto dalla rigidissima mamma Amabile. Enrico, come lei, appare insofferente alla vita limitata della campagna parmense, e ciò porta Micol a vedere tra loro delle similitudini.
Con le idee chiare sul proprio futuro, Micol riesce quindi a convincere prima le sorelle a trasferirsi tutte a Roma, la capitale della moda di allora, e prima di partire sposa Enrico, il grande amore della sua vita, nonostante lui sia stato completamente scaricato dai suoi genitori ed il giudizio contrario della sua famiglia.
A Roma le tre ragazze trovano impiego in alcune grandi sartorie, ma fanno tutte fatica a tirare avanti, anche a causa dell'imminente guerra in arrivo.
Giovanna, la minore, più timida e spaventata dalla grande città, sceglie da subito di lasciare il lavoro da dipendente, lavorando quindi da casa per le signore del vicinato e provvedendo all'economia domestica ed alla neonata figlia di Zoe.
Micol, più intraprendente e decisa, ha uno scontro con il principale Mazzocchi che prova a metterle le mani addosso, ma che poco tempo dopo scopre, osservando un abito in cui la ragazza ha innestato degli intarsi in tessuto contrastante, il talento della sua lavorante; in difficoltà nel realizzare un abito per una cliente che potrebbe procurargli molto lavoro, la principessa Caetani, Mazzocchi affida quindi la creazione del capo a Micol, a condizione che lei mantenga alcuni suoi punti fermi - balze in tulle, suo marchio di fabbrica - ma che inserisca anche delle innovazioni.
La giovane donna però, estrosa ed indipendente come sempre, stravolge l'abito dandogli la propria impronta di genio ed innovazione, entusiasmando quindi la principessa che, attribuendo il merito dell'esecuzione a Mazzocchi, inizia a servirsi dal suo atelier, dove Micol, malgrado le prime rimostranze dell'uomo sul suo operato, ottiene l'esclusiva nella realizzazione degli abiti da sera della nobildonna.
Se dal punto di vista del lavoro Micol inizia a trovare delle gratificazioni, anche economiche, nella vita privata la ragazza scopre con delusione che il marito Enrico le ha mentito per mesi sul suo impiego come giornalista, e che l'uomo spende i risparmi suoi e delle sue sorelle - destinati ad aprire una loro sartoria - per divertirsi con amici ed amiche, essendosi pure licenziato dal giornale in cui lavorava.
Malgrado sia incinta, Micol lo caccia di casa, e quando nasce la figlia Maria Paola, la giovane donna è sola, con l'unica vicinanza delle sue sorelle, ma ancora determinata a realizzare i propri obbiettivi professionali, per sé e per la sua bambina appena nata.
Un giorno, consegnando un abito appena terminato per la principessa Caetani, Micol scopre che il principe Orsini, nobiluomo di Roma, ha un appartamento che sarebbe l'ideale per lei e le sorelle come casa/laboratorio, ma che non lo affitta per non rischiare inquilini insolventi...demoralizzata, Micol dimentica sul posto il vestito della Caetani, scatenando le ire di Mazzocchi e rivelando involontariamente alla principessa di essere lei l'artefice delle ultime creazioni dell'atelier.
Licenziata da Mazzocchi, Micol riesce a ritrovare il vestito per consegnarlo alla principessa, che decide di prendere la giovane sotto la sua protezione, assieme alle sue sorelle, pagandola direttamente e consentendole così sia di continuare a creare i suoi abiti, sia di mettersi in proprio con Zoe e Giovanna per aprire finalmente una sartoria tutta loro.
Assistite dalla Caetani che le sponsorizza con Orsini per convincerlo ad affittare loro il suo appartamento, le tre sorelle riescono ad allestire la loro prima sfilata, comprando i tessuti alla borsa nera. Micol, seguendo il suo estro, acquista a parte della seta bianca per realizzare un abito da sposa come gran finale, ma proprio alla vigilia della loro esposizione, cui la principessa Caetani ha invitato la crema delle nobildonne della capitale romana, giunge la notizia che Enrico ha portato via con sé la figlia Maria Paola.
Micol non può quindi assistere al trionfo delle sue creazioni, e si reca invece con il padre a Traversetolo, dove i suoceri pretenderebbero di tenere con loro la nipotina, accusandola di non essere una buona madre ma di pensare solo alla sartoria ed alla carriera. Furiosa, Micol sbatte loro in faccia che fino alla nascita della bimba loro si erano disinteressati completamente del figlio - da loro stessi rinnegato alla vigilia delle loro nozze - e di lei in quanto sua moglie, e che Enrico per primo era stato mantenuto da lei con il suo lavoro di sarta, non essendosi mai preoccupato né di farsi una posizione, né di assicurare un futuro a lei ed alla bambina.
Malgrado la presa di posizione però, Micol teme ancora ritorsioni da parte del marito e dei suoceri, in considerazione del fatto che comunque fa fatica ad occuparsi della bambina in quanto senza un appoggio da parte di Enrico, e confida alla madre che se costretta, è disposta a tornare con lui per quieto vivere...Amabile però la rimprovera, dicendole che si condannerebbe all'infelicità, e le consegna una bambola, Maria Paola, alla quale Micol aveva cucito da bambina un abito con della stoffa costosa - rimediando all'epoca una bella sgridata - e che la madre le aveva conservato, dimostrando così di aver sempre creduto in lei e rivelandole l'intenzione sua e di suo padre di vendere la proprietà di Traversetolo e di acquistare un podere fuori Roma, in modo da aiutare lei e le sue sorelle nella gestione famigliare.
I genitori delle ragazze si trasferiscono quindi a Roma per aiutarle con i figli, e la giovane donna porta nuovamente la bambina con sé a Roma, rompendo del tutto i rapporti con il marito e con i suoceri.
Passano dieci anni, una domenica in cui le sorelle sono a pranzo dai genitori con i rispettivi mariti - anche Giovanna infatti nel frattempo si è sposata - Micol è in Piazza Navona con Maria Paola, che le chiede di poter andare a vedere un ambulante che suona un organetto; distratta per pochi istanti, Micol perde di vista la bambina ed inizia, terrorizzata, a cercarla.
Nello stesso momento, una giovane americana sta cercando di fuggire ad un gruppo di giornalisti che la inseguono...ciò porta le due ragazze a scontrarsi in una stradina laterale, dove Micol ritrova anche, subito dopo, la piccola Maria Paola.
L'americana, che si presenta semplicemente come Linda, le chiede dove possa trovare un calzolaio, poiché si è rotta un tacco nella fuga...Micol le spiega che di domenica a Roma è tutto chiuso e la invita a casa sua per consentirle di chiamare un taxi.
Qui Linda, dopo aver appreso che Micol temeva una nuova incursione del suo ex marito per sottrarle la bambina, scopre la sartoria delle sorelle Fontana, in cui tra i vari abiti esposti spicca uno splendido vestito da sposa...Linda infatti è in realtà la famosa attrice Linda Christian, a Roma in incognito, che deve sposarsi proprio a Roma in gennaio, con il divo di Hollywood Tyrone Power.
Ignara di tutto questo, Micol le dona un paio di scarpe che lei non ha occasione di mettere, dicendole di riportargliele appena passa da Roma, senza in realtà contare molto sulla loro restituzione ma intenerita dall'aria fragile e sperduta della giovane americana, che la abbraccia riconoscente.
Linda va via, e l'incontro non sembra avere un seguito, mentre la sartoria nel frattempo è in difficoltà...superato infatti il primo entusiasmo suscitato dalle loro creazioni nel bel mondo romano grazie alla principessa Caetani, la cattiva pubblicità fatta al loro atelier da Mazzocchi, la crisi economica, assieme ai pettegolezzi sul fatto che Micol abbia cacciato di casa il marito prima ancora della nascita della figlia - il divorzio verrà infatti introdotto legalmente solo nel 1970 - rendono le Fontana molto impopolari, causando loro la perdita di parecchie clienti.
Il destino però è in agguato...infatti, proprio mentre Micol risponde duramente alle critiche di due clienti che pensavano di non essere ascoltate, all'atelier arrivano Linda Christian e Tyrone Power, accompagnati da uno stuolo di giornalisti...nella famosa attrice Micol riconosce la graziosa americana conosciuta tempo prima e le due ragazze si abbracciano tra i flash dei fotografi, subito dopo, Tyrone chiede a Micol di realizzare l'abito da sposa di Linda: questa accetta con gioia, scatenando la felicità dello staff.
Come se non bastasse, Tyrone acquista praticamente tutti i capi delle sorelle Fontana come regalo per Linda: è la svolta che tutte attendevano.
La popolarità dell'evento infatti rende le Sorelle Fontana celebri in tutto il mondo - molte foto con Linda in abito nuziale vengono pubblicate sui maggiori rotocalchi dell'epoca - e dunque richiestissime soprattutto per i matrimoni dell'alta borghesia italiana. Il superlavoro impedisce però a Micol di accompagnare in vacanza a Tropea la figlia Maria Paola, che quindi parte con la sorella Giovanna, promettendole però di raggiungerla appena possibile.
Quando Micol ormai si è quasi liberata, dalla Calabria giunge improvvisa la notizia che la bambina sta molto male.
Micol si precipita al capezzale della figlia, alla quale il premuroso Dott. Leonardo Cafiero diagnostica il tifo, legato probabilmente al fatto di avere bevuto acqua non potabile. Portata d'urgenza a Roma, purtroppo Maria Paola è già troppo debilitata dalla malattia e non c'è più nulla da fare: la bambina muore e Micol, distrutta, cade in depressione.
Inaspettatamente, chiave della sua ripresa fisica e psicologica è il marito Enrico, che la sostiene e la induce a reagire senza compatirla, ma facendo invece leva sul suo orgoglio...la giovane donna sente di apprezzare la sua vicinanza ed inizia a sperare in un riavvicinamento, ma quando lui accenna a stabilirsi nuovamente nel loro appartamento, iniziando a levare con noncuranza gli abiti di Maria Paola dall'armadio, Micol comprende che l'uomo mira solo a sfruttare la ricchezza e la notorietà della moglie, frutto di anni di sacrifici, e così, furibonda, lei lo caccia di nuovo, e stavolta per sempre.
Ormai priva di stimoli per andare avanti, risentita contro le sorelle che sembrano non capire fino in fondo il suo dramma di donna sola, cui il destino ha strappato via la figlia che era la sua unica ragione di vita, Micol raccoglie il consiglio del Dott. Cafiero, che le è rimasto vicino, ed accetta un invito dell'amica Linda Christian, recandosi ospite di quest'ultima ad Hollywood.
Negli Stati Uniti, dopo un lungo soggiorno, Micol ritrova sé stessa, riuscendo a gioire anche della gravidanza di Linda - da cui nascerà Romina Power - ed a ritrovare gli stimoli e l'ispirazione.
Nel corso della visita negli USA, avvia dei contatti per dare un ulteriore impulso all'attività dell'atelier Fontana.
Micol rientra quindi a Roma con una nuova energia, e davanti alle stupefatte sorelle, annuncia di aver assunto l'impegno di fornire gli abiti per il nuovo film di Ava Gardner La contessa scalza, e di voler realizzare una collezione di alta moda che le possa lanciare sul mercato americano, secondo lei molto favorevole a recepire lo stile italiano.
Lo sforzo parrebbe insostenibile, anche perché è motivo di un nuovo scontro tra Zoe -  che tradizionalista come sempre vorrebbe degli abiti ispirati alle opere classiche dell'arte - e Micol - che con il suo estro caratteristico vorrebbe invece degli abiti ispirati alla donna contemporanea - sull'impronta da dare alla sfilata.
Sarà Giovanna, stavolta, ad essere finalmente determinante per appianare i contrasti, il che, assieme a nuovi finanziamenti e ad un grande potenziamento dell'atelier, consentirà alle tre sorelle di compattarsi e soddisfare in maniera eccellente tutte le richieste.
Da questa sfilata, nascerà l'abito Nodo d'amore, che rimarrà un'icona dello stile Fontana.
Micol ritrova anche il rapporto con la madre Amabile, che le confida di aver scritto al Papa per chiedere l'annullamento in Sacra Rota del suo matrimonio, fonte per lei di tanta sofferenza: la giovane donna ha infatti ritrovato l'amore grazie al paziente Leonardo, che tuttavia Micol cerca di scoraggiare poiché lui, oltre ad essere più giovane di lei, ha ancora tutta la vita davanti, mentre lei sente di non avere più nulla da dare alla vita.
A suggellare infine il successo delle tre sorelle arriva l'udienza privata presso il Papa, che le riceve con una rappresentanza delle lavoratrici italiane insieme agli orgogliosissimi genitori...poco tempo dopo, Amabile morirà, lasciando le sue tre figlie ormai incontrastate ambasciatrici dello stile italiano nel mondo, e lasciando in eredità a Micol quella forza d'animo che tanto l'ha aiutata a resistere agli ostacoli della vita.
Nel finale, Micol si appresta a sposare Leonardo, dopo aver ricevuto l'annullamento dal Vaticano, e pare guardare all'orizzonte, sostenuta dal padre, con una rinnovata fiducia.
Da segnalare, in apertura e in chiusura, l'apparizione della vera Micol Fontana com'era nel 2010 (l'anno in cui è stata girata la fiction, poi trasmessa nel 2011), circondata da creazioni dell'atelier, in quanto l'unica delle tre sorelle all'epoca ancora in vita. Micol morirà, per cause naturali, nella sua casa di Roma il 12 giugno 2015, all'età di 101 anni.

## Curiosità
Alessandra Mastronardi, in un'intervista, parlerà del suo incontro con Micol Fontana e del fatto di essere stata in qualche modo "predestinata" ad interpretarla, poiché la madre, grande fan di Romina Power, le aveva raccontato sin da giovanissima del rapporto di profonda amicizia che unì per tutta la vita l'attrice Linda Christian e la stilista Micol Fontana, dettaglio poco noto per i giovani d'oggi.
Inoltre, Alessandra attribuirà il merito di aver affinato il suo gusto nell'abbigliamento e la sua decisione di studiare l'inglese in modo approfondito, ai fini professionali, proprio all'incontro con la stilista ed ai suoi consigli.
Molti attori nella fiction imitano la cadenza dialettale bolognese per caratterizzare personaggi emiliano-romagnoli; tuttavia questo tipo di accento è scorretto, perché le sorelle provenivano dalla provincia di Parma, nell'Emilia occidentale, dove l'accento è nettamente diverso da quello bolognese dell'Emilia orientale confinante con la Romagna. Inoltre, durante un pranzo famigliare, a Zoe vengono fatti i complimenti per aver preparato degli ottimi tortellini, che sono però tipici delle province di Bologna e di Modena, mentre dei parmigiani avrebbero piuttosto cucinato degli anolini.